# Лінія Лідеккера

Карта Воллесії — лінія Лідеккера є її східним кордоном

Лінія Лідеккера (англ. Lydekker's line) —  біогеографічна межа, що розділяє  Індомалайський і  Австралійський біогеографічні регіони. Є також східним кордоном біогеографічного регіону, розташованого в середній частині  Індонезії і відомого як Воллесія. Знаходиться на захід від  Нової Гвінеї і зазначає максимальну зону проживання  сумчастих. Названа по імені англійського натураліста  Річарда Лідеккера (1849—1915).